# حامل أختام الملك
حامل أختام الملك أو حامل أختام ملك مصر السفلى Chetemti-biti هي رتبة هامة من عهد الدولة القديمة في مصر وكان لها شأن عظيم. كان الشخص الذي يقوم بتلك الوظيفة من اعلى الرتب في الدولة. وطرأ على تلك الوظيفة تغيرات عبر مختلف العصور والعهود. فكان للوظيفة في بعض العهود مجرد لقب لحاملها ولم يكن له عمل إداري بالفعل في هذا الشأن. وفي بعض الأسرات الأخرى كان حامل هذا اللقب من الموظفين الكبار في الدولة وكان له اتصال مباشر بفرعون.

## وثائق
أول وثائق عثر عليها كانت من الأسرة الأولى. وكان حامل تلك الوظيفة من الأمراء، مما يشير إلى أهمية تلك الوظيفة. وكان حما كا هو أحامل أختام الملك دن أو «حور دن» من الأسرة الأولى. ويعتبر حما كا أول موظف في مصر القديمة يحمل هذا اللقب.
واستمر اللقب والوظيفة خلال التاريخ المصري القديم حتى العصر المتأخر.

## قراءته
توجد في قائمة جاردنييه رمزين لحامل أختام الملك:
S19 
| bit · t | S19 |

 وينطق «ختمتي بيتي»؛

والرمز S20 >
| bit · t | S20 |

 وينطق أيضا «ختمتي بيتي»
- وكلاهما مكونان من «الختم» كما نعرفه في العربية في صورتين مختلفتين ومقترنا بكلمة «بيتي» (النحلة)، وهي رمز مملكة الوجه البحري.

وكلاهما ينطق:
Chetemti-biti
 Ḫtm.tj-bjtj
 حامل أختام الملك.

## الوظيفة
تمتع لقب "حامل أختام الملك
" بسلطات واسعة واحترام كبير حيث كان يقوم بختم الواردات وبضائع المقايضة وكل أملاك الملك. فكان بذلك ممثلا لسلطات الملك، ومسؤولا عن المراسيم اليومية ورعاية إدارة المنشآت الخاصة بالملك مباشرة.
 على الرغم أن اللقب يحمل حرفيا معنى «حامل أختام ملك مصر السفلى» إلا أنه كان عبر التاريخ يعني حامل أختام ملك مصر السفلى والعليا. ولم يظهر لقب حامل أختام ملك مصر العليا إلا مرة واحدة عبر التاريخ، وكان حامله يدعى «نب حتب».
ظل هذا اللقب حتى دولة مصرية حديثة حيث ظهر إلى جانبه ألقابا أخرى لها نفس الأهمية
 وكان حاملها قريبا أيضا من الملك. فكان لقب «كاتب الملك» أيضا من المراكز المرموقة، وربما كانت مكانة كاتب الملك أعلى من مرتبة حامل اختام الملك.

## ألقاب أخرى فرعية

### حامل أختام الصعيد
في عهد الملكين «برايب سن» و «سخم إب» من الدولة القديمة كان اللقب «ختمتي شماو» Chetemti-Schemau موجودا ونعرف ذلك من عثور علماء الآثار على أختام من الفخار تحمل هذا اللقب. وكان «نب حتب» حاملا لهذ ا اللقب، إلا أنه كان الوحيد الذي يحمله. ثم جاء الملك خع سخموي وألغى هذا اللقب.

وبقي لقب «حامل أختام الملك» هو اللقب السائر على المملكة المصرية كلها مع أن التسمية «ختمتي بيتي» تعني حرفيا حامل أختام ملك مصر السفلى.

## بالهيروغليفية
| bit · t | xtm |

| bit · t | xtm |

| bit · t | S19 |

| bit · t | S19 |

## اقرأ أيضا
- سنفر
- وظائف مصر القديمة
- حامل أختام مصر العليا
- زوجة آمون
- عمدة طيبة
- عمدة غرب طيبة
- كاتب مصري
- الحساب عند قدماء المصريين
- قائمة ملوك مصر القديمة
- أمير (مصر القديمة)